# Voûte d'arêtes

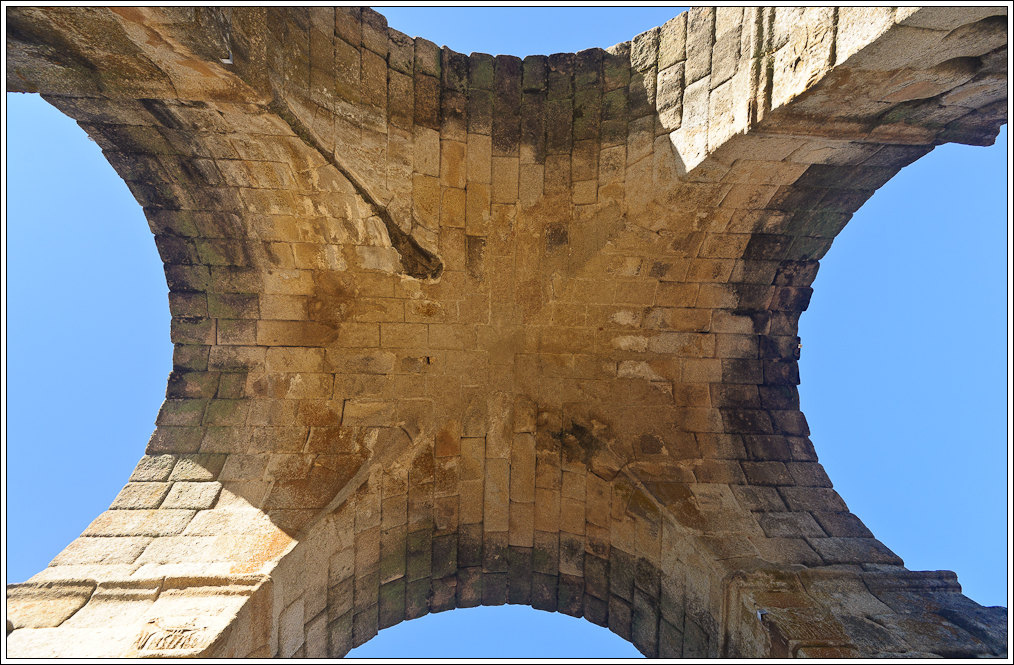
Arc de triomphe de Cáparra en Espagne, époque flavienne, fin du Ier siècle.

La voûte d'arêtes (ou voûte d'arête) est un type de voûte très utilisé dans l'architecture depuis l'Antiquité. Ce type de voûte s'obtient par l'intersection de deux berceaux qui se croisent. Quand la voûte est obtenue en conservant les parties intérieures aux arêtes d'intersection, on obtient une voûte en arc-de-cloître.

## Description géométrique

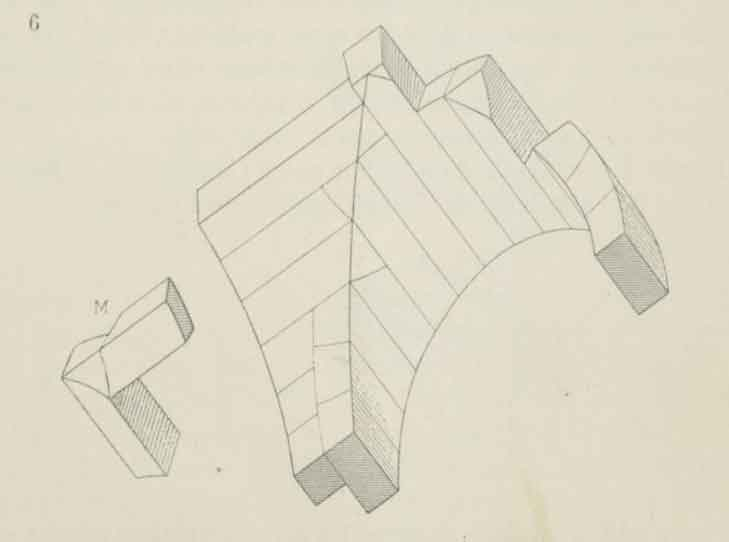
Auguste Choisy, voûte d’arêtes « à besace », tombe de Pergame.

Les cylindres formant les intrados des deux berceaux se rencontrent suivant une courbe elliptique plane et verticale qui se décompose en quatre arêtiers à angles saillants qui, partant des angles des murs, viennent se réunir au centre de la voûte. Les pierres qui forment les voûtes des berceaux ne diffèrent pas de celles des berceaux ordinaires. L'appareil de l'arêtier est délimité par l'intersection des douelles ou intrados des deux berceaux, l'intersection des deux extrados, l'intersection des plans de joints inférieurs et supérieurs. L'angle formé par les douelles qui est droit dans le plan de naissance augmente à mesure que l'on s'approche du centre de la voûte où il s'efface entièrement.

## Histoire
La voûte d’arêtes appareillée en pierre de taille pose des problèmes de stéréotomie, que les Romains écartèrent souvent en décalant les berceaux de façon que la naissance de l'un soit à un niveau supérieur à la clé de l'autre. Parmi le peu de voûtes d’arêtes appareillées d'époque romaine qui nous soient parvenues, un certain nombre appartiennent aux écoles orientales. L'appareil y offre selon Auguste Choisy une disposition qui se retrouvera dans toutes les architectures du Moyen Âge : les voussoirs arêtiers ne se coudent pas en crossette mais en besace, ce qui évite les angles rentrants.
On trouve un exemple de voûte d’arête appareillée en pierre de taille dans la galerie d'accès du théâtre sud de Jerash (Jordanie), Ier siècle. Jerash, quoique faisant partie de l'Empire romain, resta profondément influencée par les traditions grecques. Tous les bâtiments ont la particularité d'être construits en moyen ou grand appareil, à joint-vif. Le mortier quelquefois utilisé comme enduit n'y fut jamais utilisé comme liant des maçonneries. Il ne se trouve donc à Jerash, aucun témoignage en opus caementicium. L'arc de triomphe de Cáparra en Espagne, qui date de la fin du Ier siècle est un autre exemple romain exceptionnel. Le seul monument subsistant dans la péninsule italienne qui présente une voûte d’arêtes bien appareillée en pierre de taille est le mausolée de Théodoric, le roi ostrogoth, construit à Ravenne en 530. La manière « en zigzag » d'assembler les voussoirs en façade quoique pratiquée dans l'Empire romain pendant la période impériale, ne semble plus pratiquée au VIe siècle qu'au Proche-Orient ce qui fait émettre l'hypothèse que l’architecte du mausolée pourrait venir de Syrie ou d'Asie Mineure.
La voûte d’arêtes était majoritairement réalisée par les Romains par maçonnage des caementa mêlées de chaux, sur des cintres en bois, ce que l'on appelle voûte concrète.

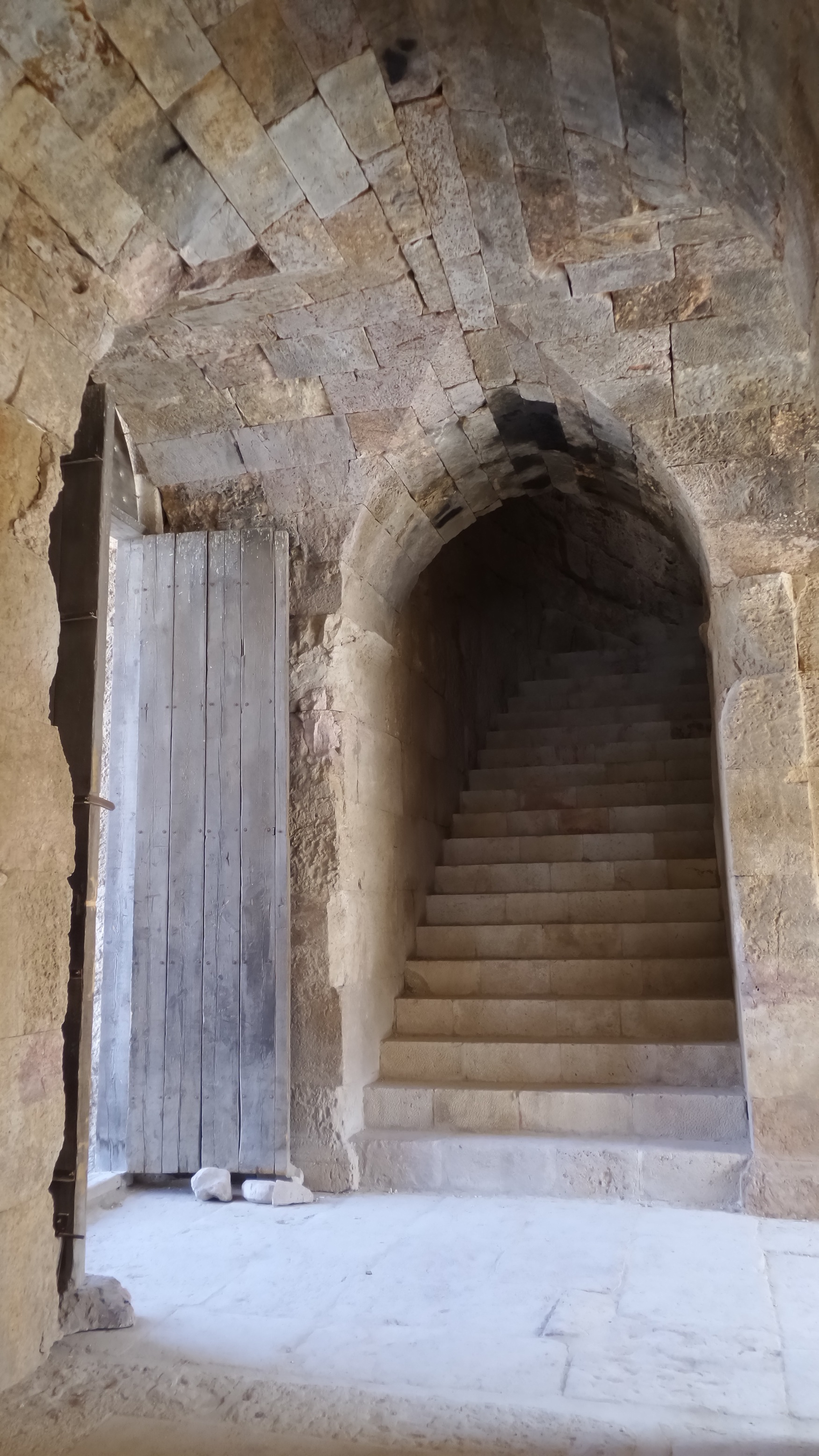
Voûte d’arêtes appareillées à joint-vif (sans mortier), Jerash, Jordanie, Ier siècle.
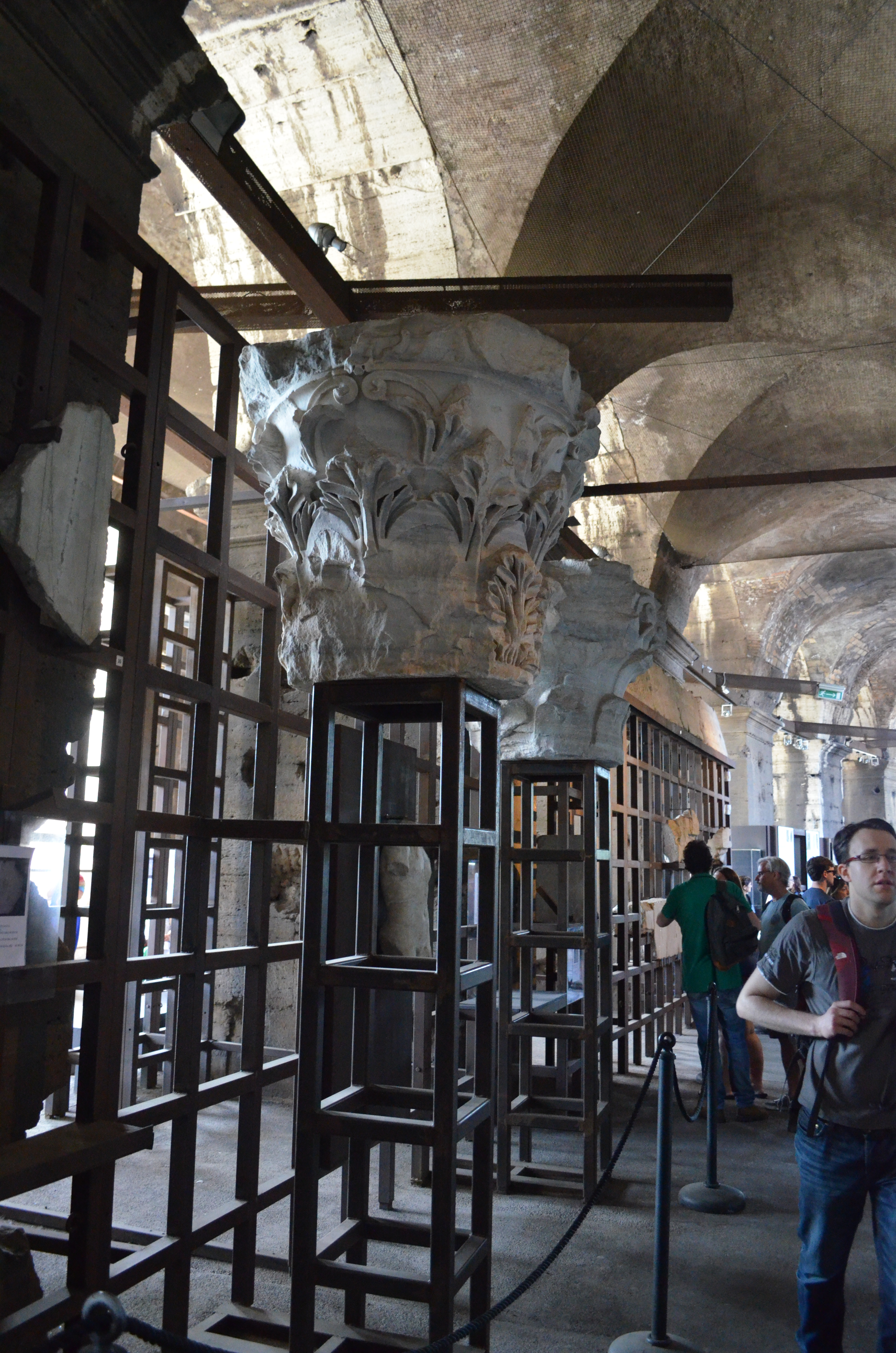
Chapiteau corinthien, et, à l'arrière, voûte concrète, Colisée, 70 ap. J.-C.
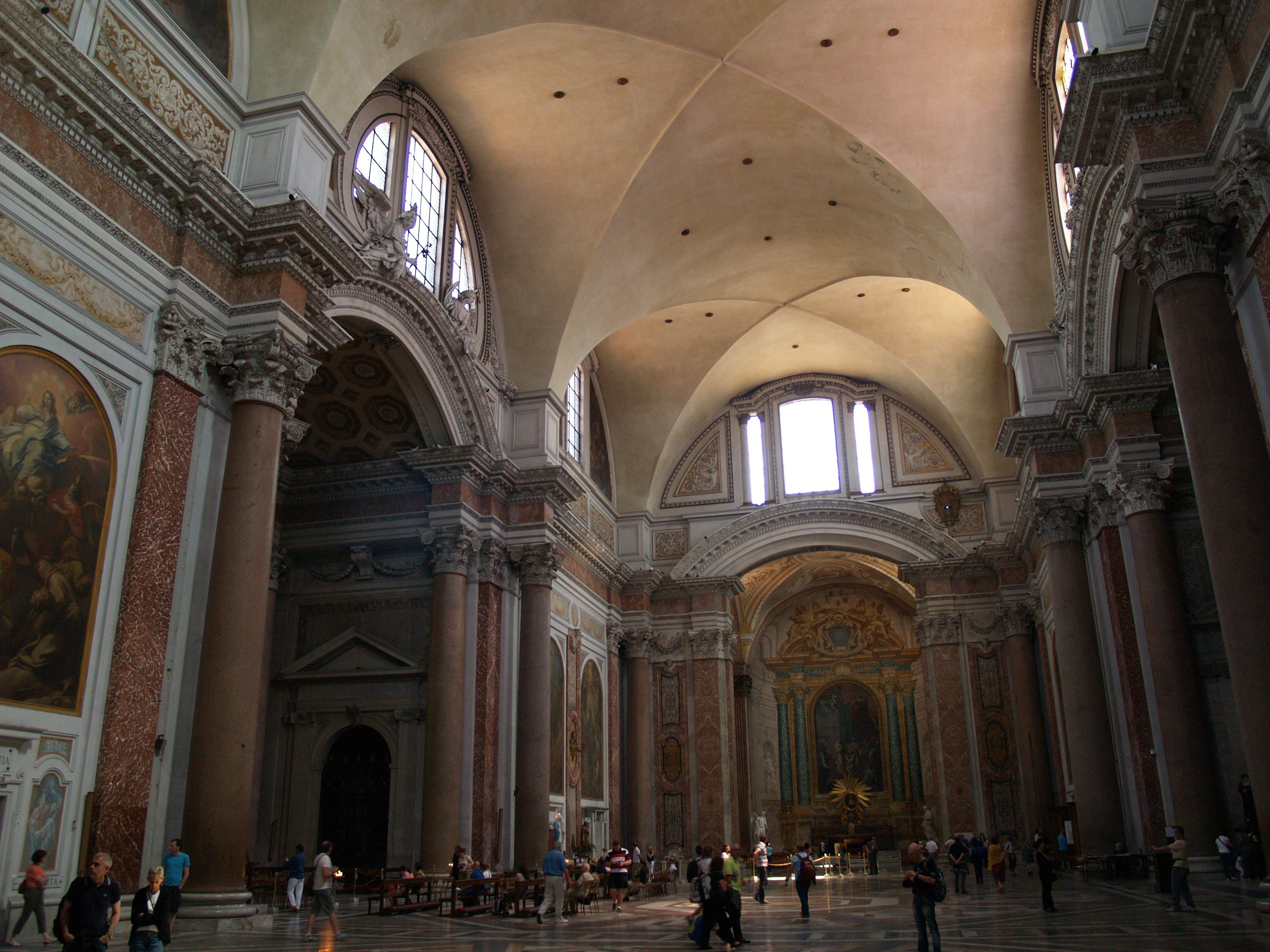
Outre les coupoles, les thermes romains étaient souvent couverts d'immenses voûtes d'arêtes, voûtes concrètes. Ici celles des thermes de Dioclétien à Rome, très bien conservées, construites entre 298 et 306. On peut également encore en observer aux thermes de Cluny à Paris.
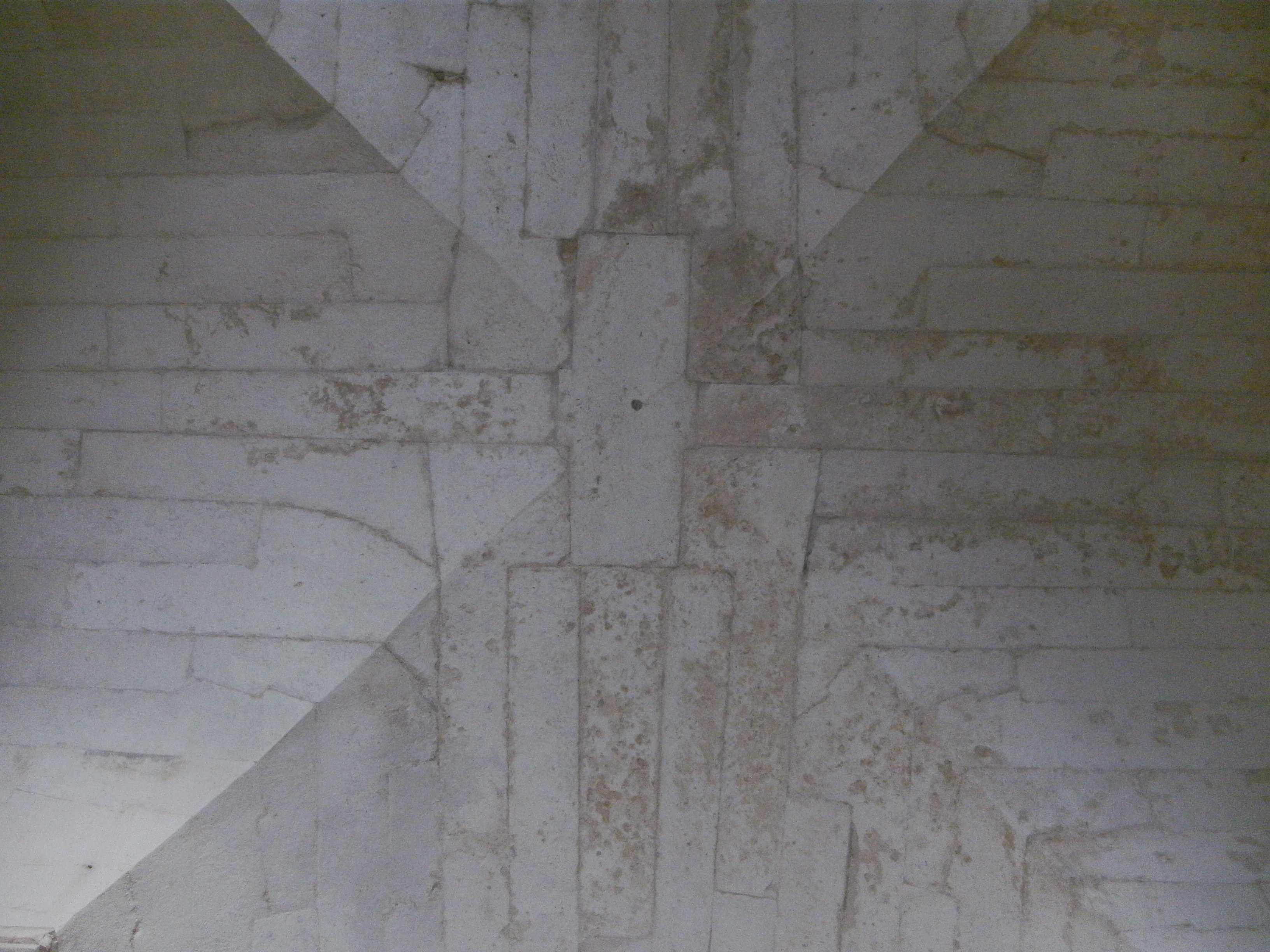
Mausolée de Théodoric, appareillé en pierre de taille (détail), Ravenne, 530 ap. J.-C.
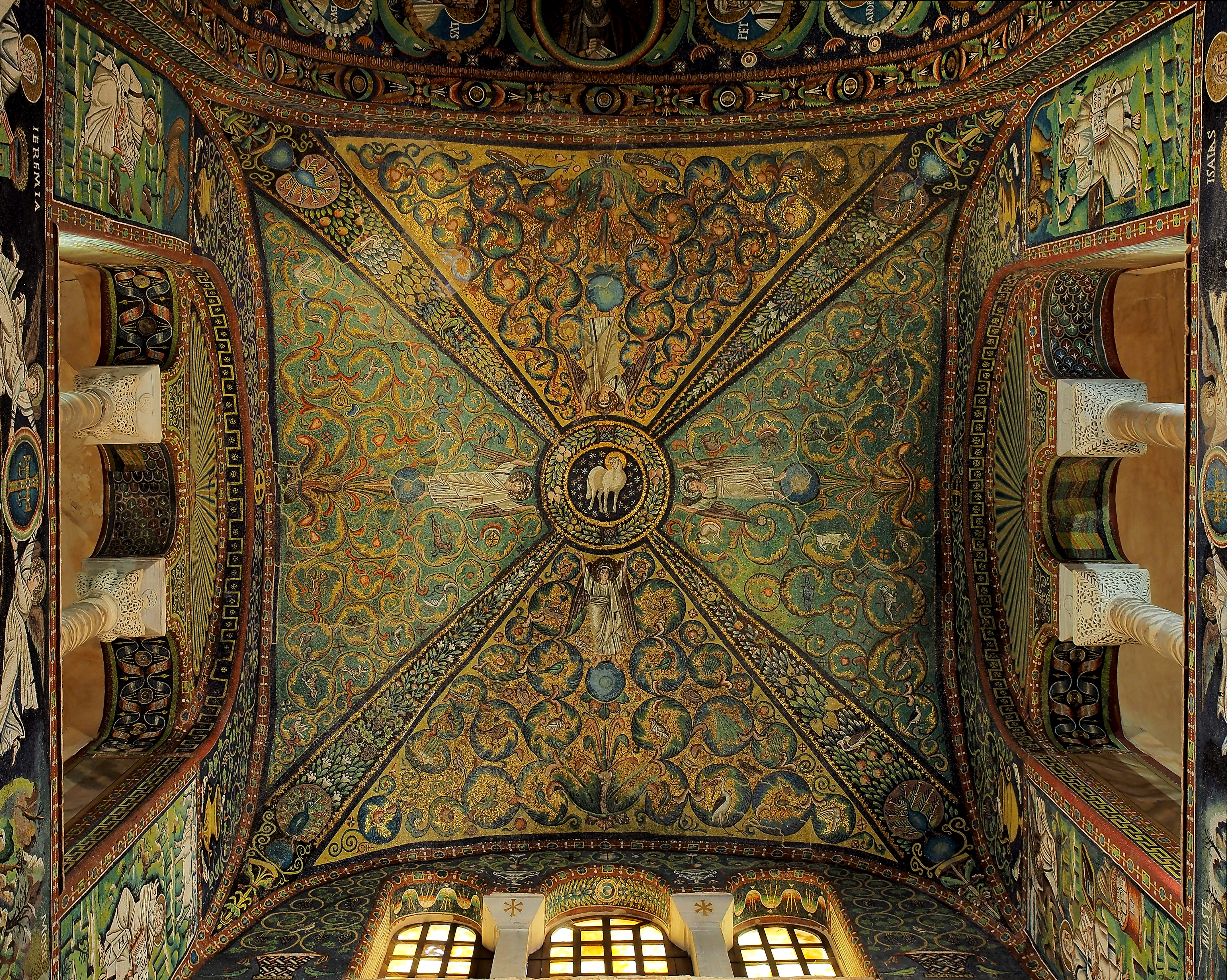
Une voute d’arêtes byzantine de la basilique Saint-Vital de Ravenne mise en valeur par des mosaïques du VIe siècle.
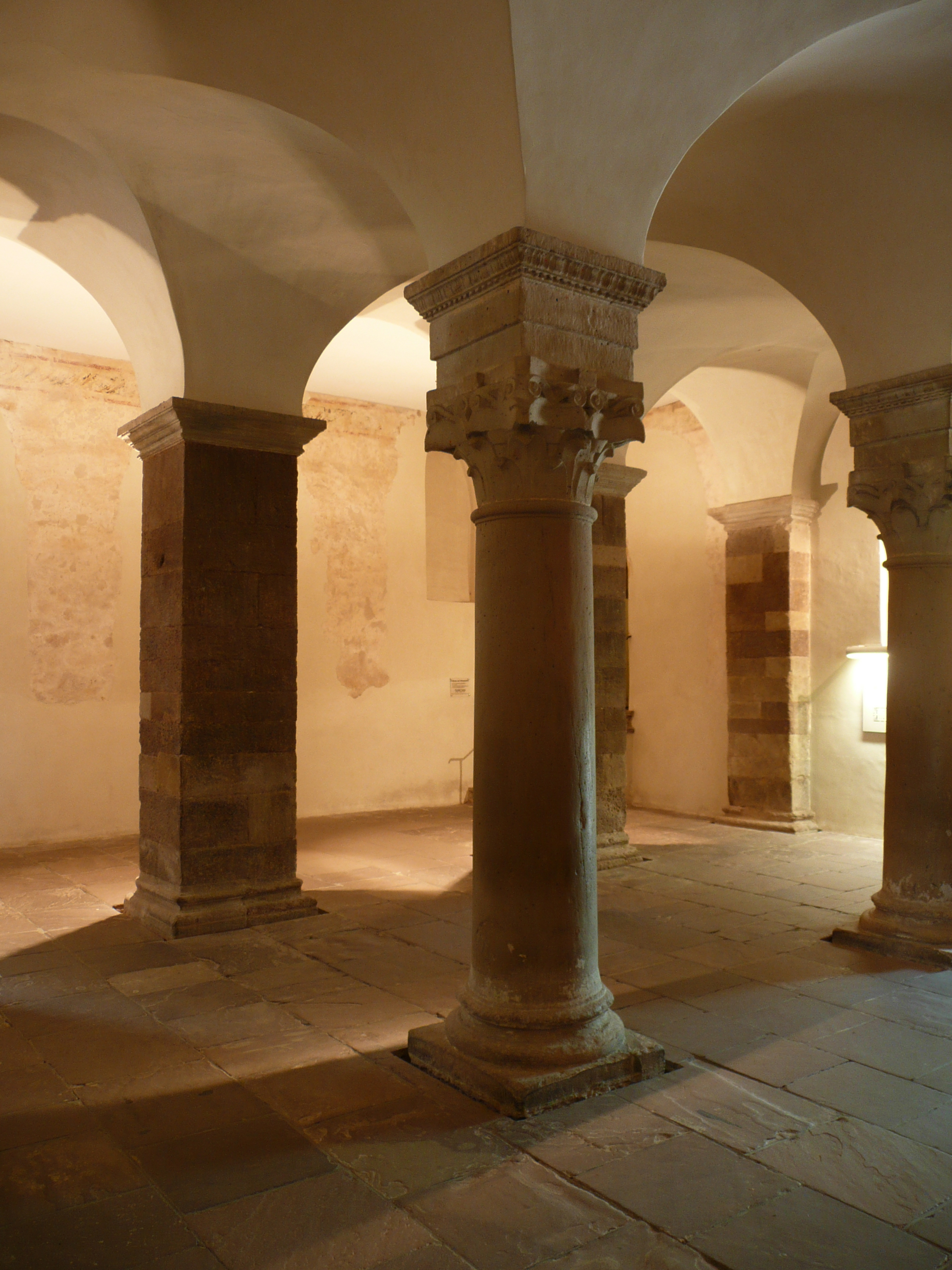
Intérieur du massif occidental de l'abbaye de Corvey (873 à 885). Rare exemple carolingien de voûte d'arêtes.

Le rez-de-chaussée du massif occidental de l'abbaye de Corvey (873 à 885) en Rhénanie-du-Nord-Westphalie, ou les cryptes orientales de l'abbaye Saint-Germain d'Auxerre (841-849), présentent des voûtes d’arêtes certifiées du Haut Moyen Âge et pour ce dernier cas des arcs doubleaux. On constate dans ces monuments l'emploi plus fréquent mais non systématique du moyen appareil en remplacement des moellons jusque là utilisés. La voûte couvre toujours essentiellement des cryptes, ensuite des cryptes, des porches, des avant-nefs structurées, des transepts, des travées de nef ou de chœur, toujours des espaces étroits, les plus larges sont toujours charpentés. Mais autour de l'an mil s’affirme la nécessité de couvrir tout l'espace sacré par des voûtes.

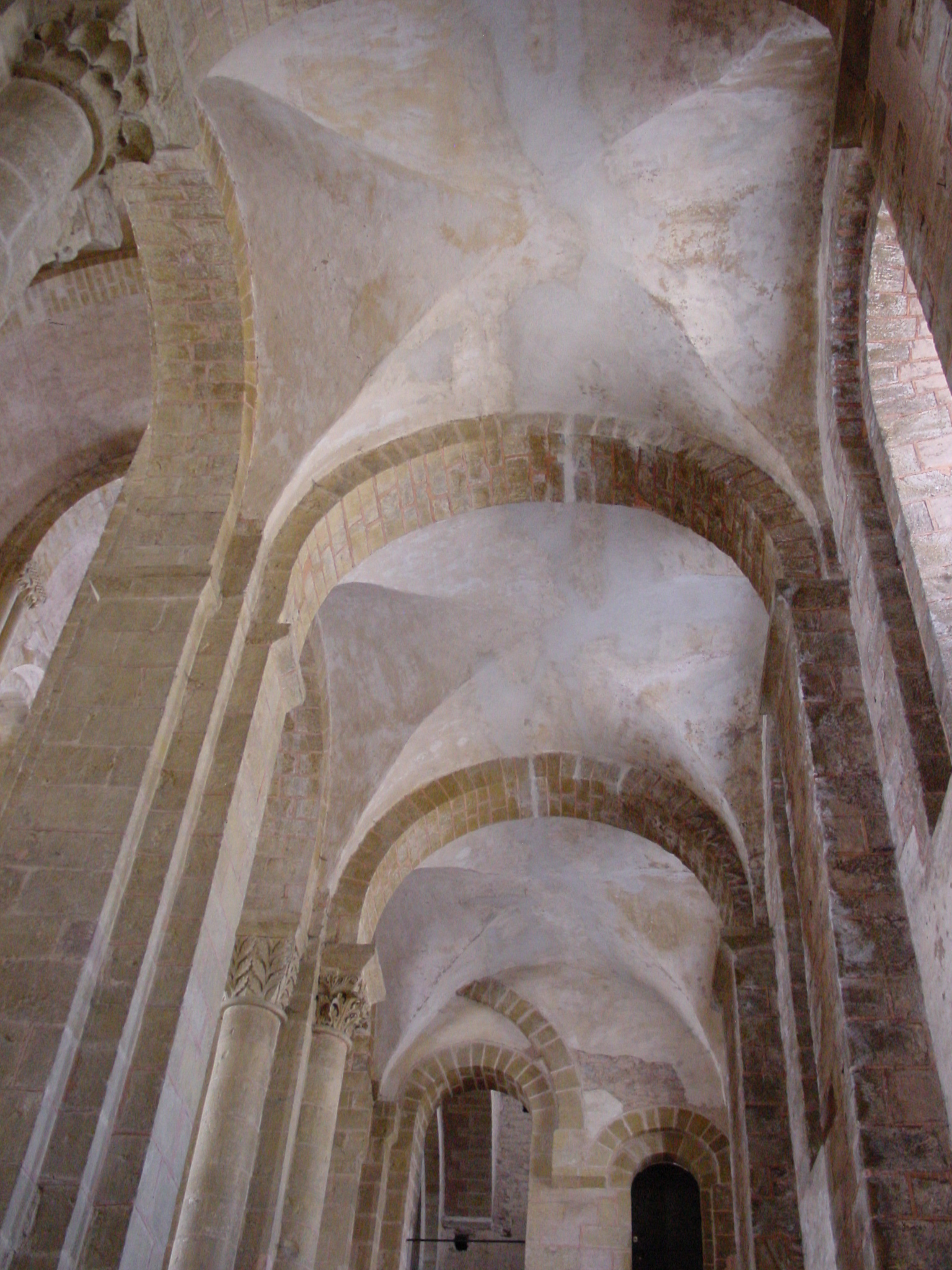
La multiplication et la succession de petites voûtes d'arêtes prend une grande importance dans l'architecture médiévale, comme ici dans l'abbatiale de Conques.
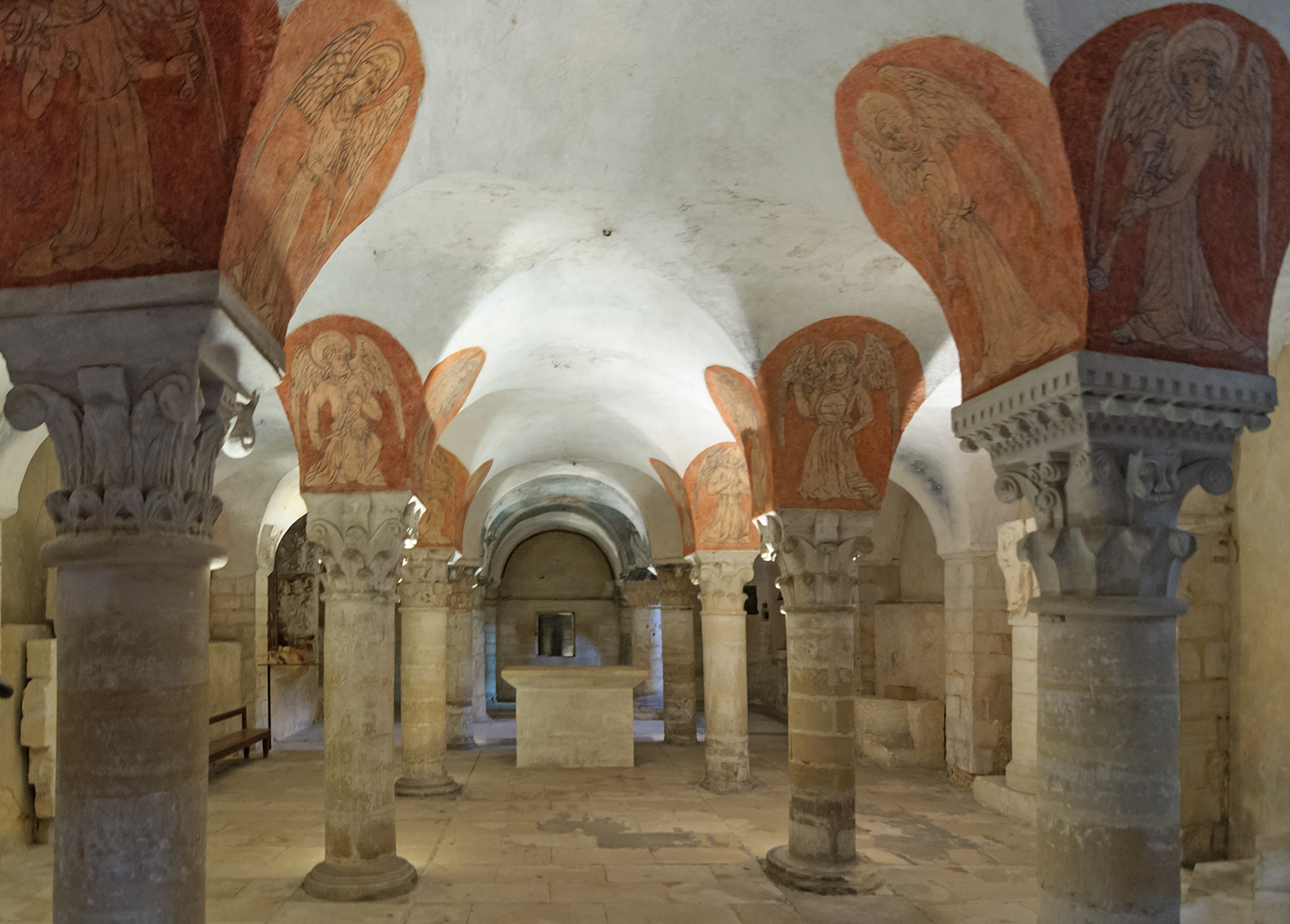
Disposées les unes à côté des autres, les voutes d'arêtes voient leurs poussées diagonales s'annuler. De simples colonnes verticales soutenant le poids, sans contreforts, suffisent. Ici la crypte romane de la cathédrale Notre-Dame de Bayeux.
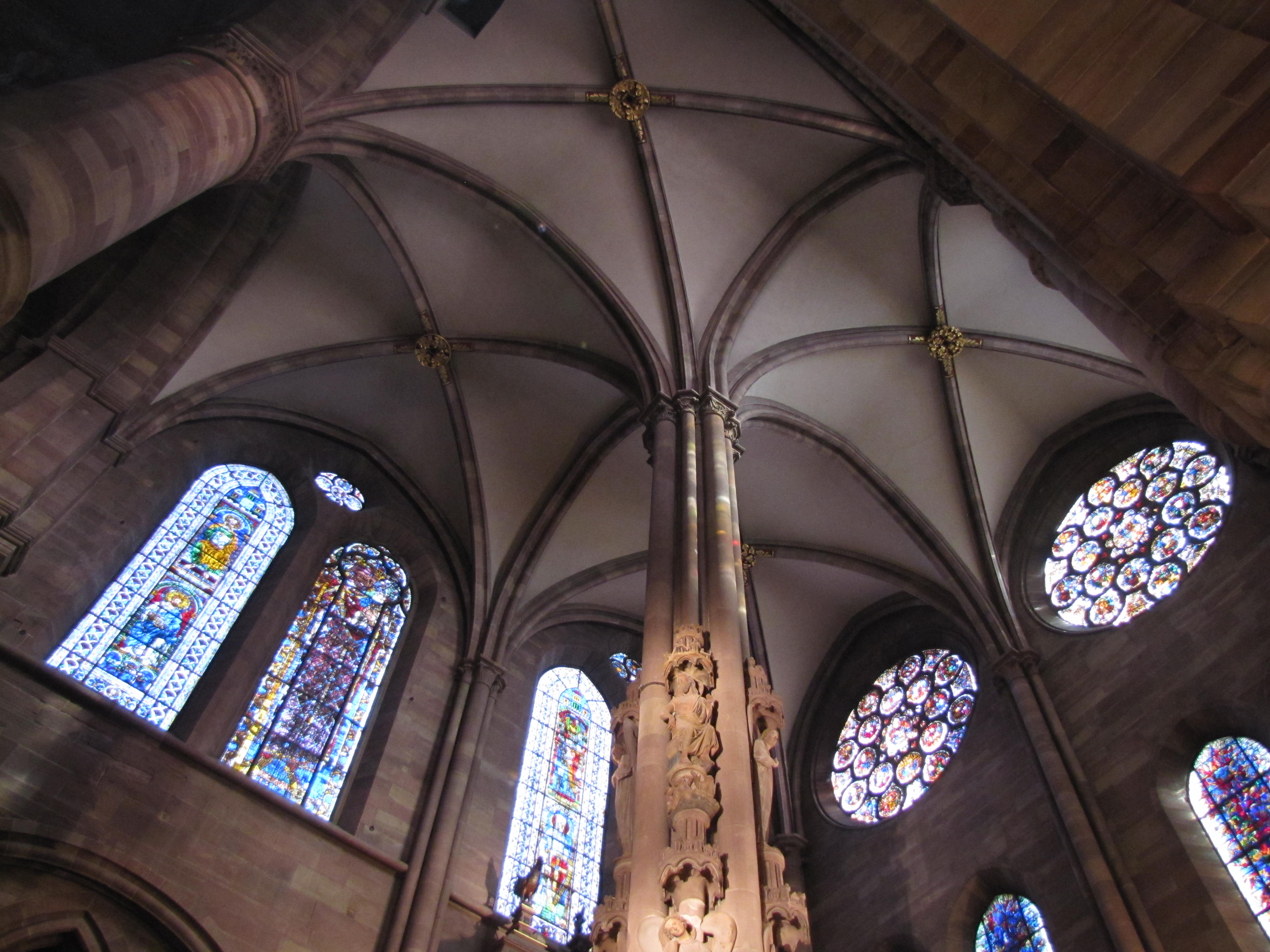
Le célèbre pilier des Anges de la cathédrale Notre-Dame de Strasbourg, relativement fin pour sa grande hauteur, soutient le point d'intersection de quatre voûtes sur croisée d'ogives du bras sud du transept, qui peuvent être considérées comme le perfectionnement des voûtes d'arêtes romanes.
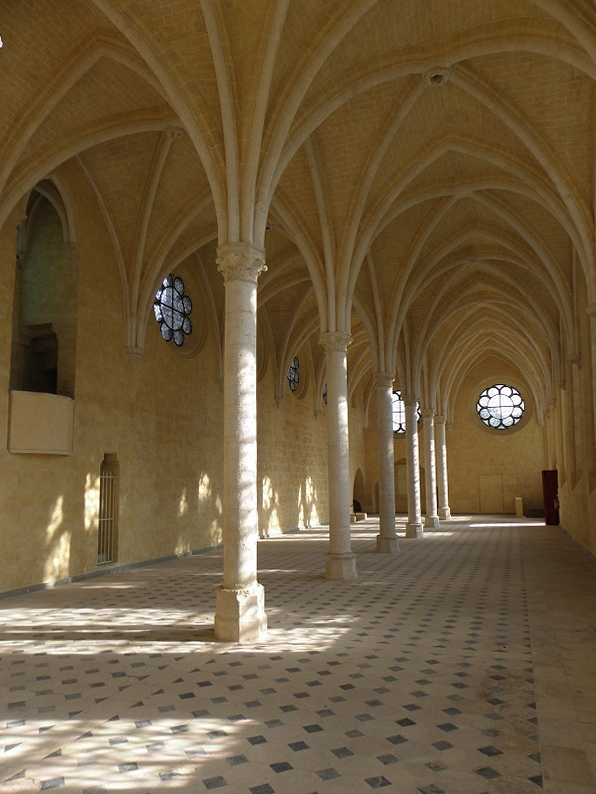
Ce système des voûtes sur croisée d'ogives peut, contrairement aux voûtes d'arêtes simples, atteindre une grande légèreté dans l'architecture gothique, comme ici à Saint-Jean-des-Vignes de Soissons (ou aux collège des Bernardins à Paris).

## Statique
Contrairement à la voûte en berceau simple et plus encore à la voûte en arc-de-cloître, les forces de poussée de la voûte d'arêtes en pierre de taille ne s'exercent pas sur les côtés latéraux du carré couvert, mais en diagonale vers les quatre coins du carré couvert. Une voûte d'arêtes nécessite donc de bons piliers ou des contreforts aux quatre coins du carré couvert pour la soutenir, mais permet en contrepartie de supprimer complètement les murs latéraux (sauf pour les voûtes concrètes romaines qui forment un bloc unique — voûte monobloc — fonction de la qualité du mortier et pour lesquelles les charges à l'endroit des appuis tendent vers la verticale). De plus, sa forme permet aux ouvertures latérales, en arcs, de monter au plus haut de la voûte, augmentant fortement la surface de ces ouvertures. Enfin, les carrés couverts par des voûtes d'arêtes peuvent facilement être accolés les uns aux autres, les poussées diagonales des uns compensant celles des carrés voisins, un simple pilier vertical sans lourd contrefort est donc suffisant sous le point d'intersection de quatre carrés couverts par des voûtes d’arêtes. Pour toutes ces raisons la voûte d’arêtes est l'un des types de voûte les plus commodes et communs dans toute l'histoire de l'architecture.

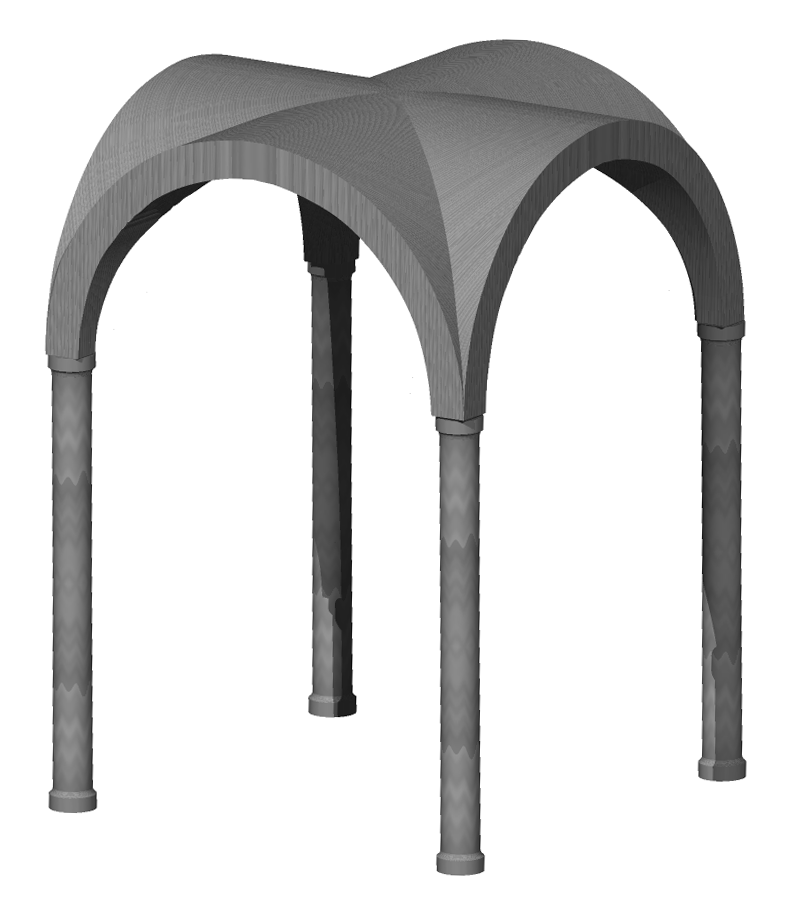
Une voute d'arêtes.
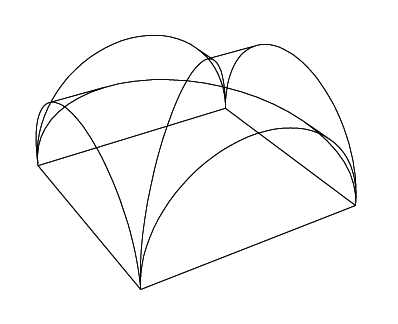
Voûte d'arêtes sur une base carrée.
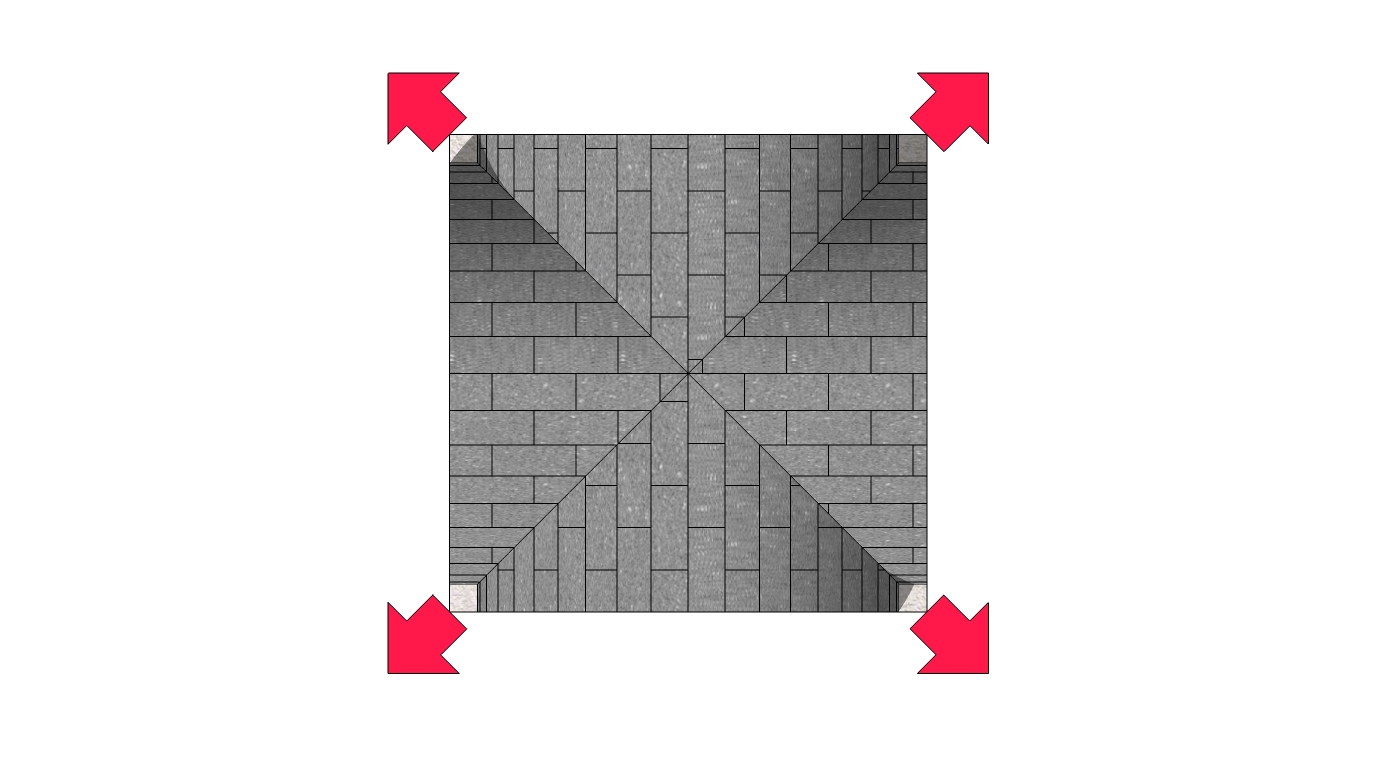
Résultantes des efforts aux appuis.
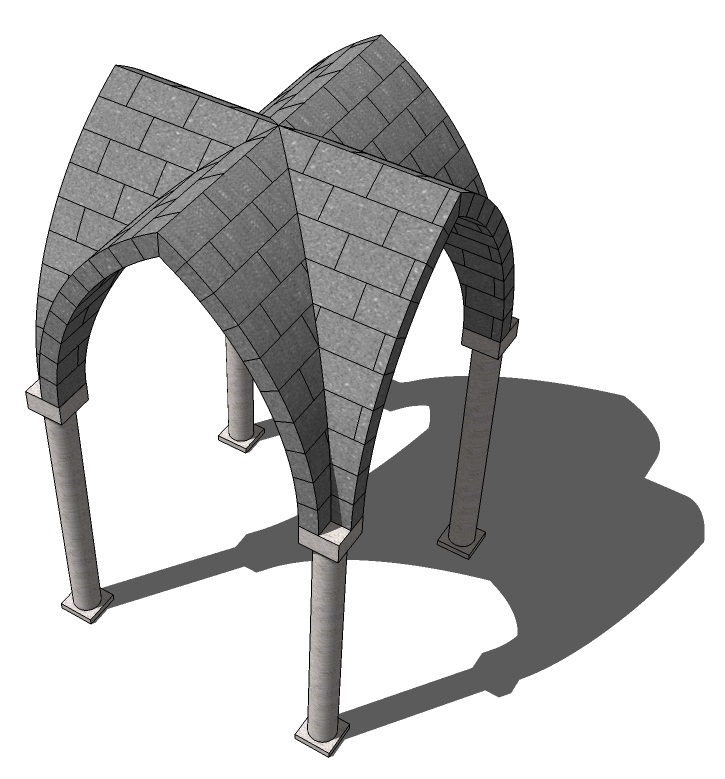
Voûte d'arêtes vue d'en haut.

## Ornementation
Dans les édifices  religieux italiens, ces surfaces sont peintes et prennent le nom de Vela (architettura) (it) (voiles).